# Важгортське сільське поселення
Важго́ртське сільське поселення (рос. Важгортское сельское поселение) — муніципальне утворення у складі Удорського району Республіки Комі, Росія. Адміністративний центр — село Важгорт.

## Населення
Населення — 544 особи (2017, 627 у 2010, 771 у 2002, 986 у 1989).

## Склад
До складу поселення входять такі населені пункти:
| Населений пункт        | Населення, осіб (1989) | Населення, осіб (2002) | Населення, осіб (2010) |
| ---------------------- | ---------------------- | ---------------------- | ---------------------- |
| Важгорт, село          | 729                    | 602                    | 512                    |
| Великі Чирки, присілок | 42                     | 11                     | 6                      |
| Вильвідзь, присілок    | 2                      | 1                      | -                      |
| Криве, присілок        | 206                    | 156                    | 109                    |
| Пасма, присілок        | 7                      | 1                      | -                      |